# 青木ヶ原

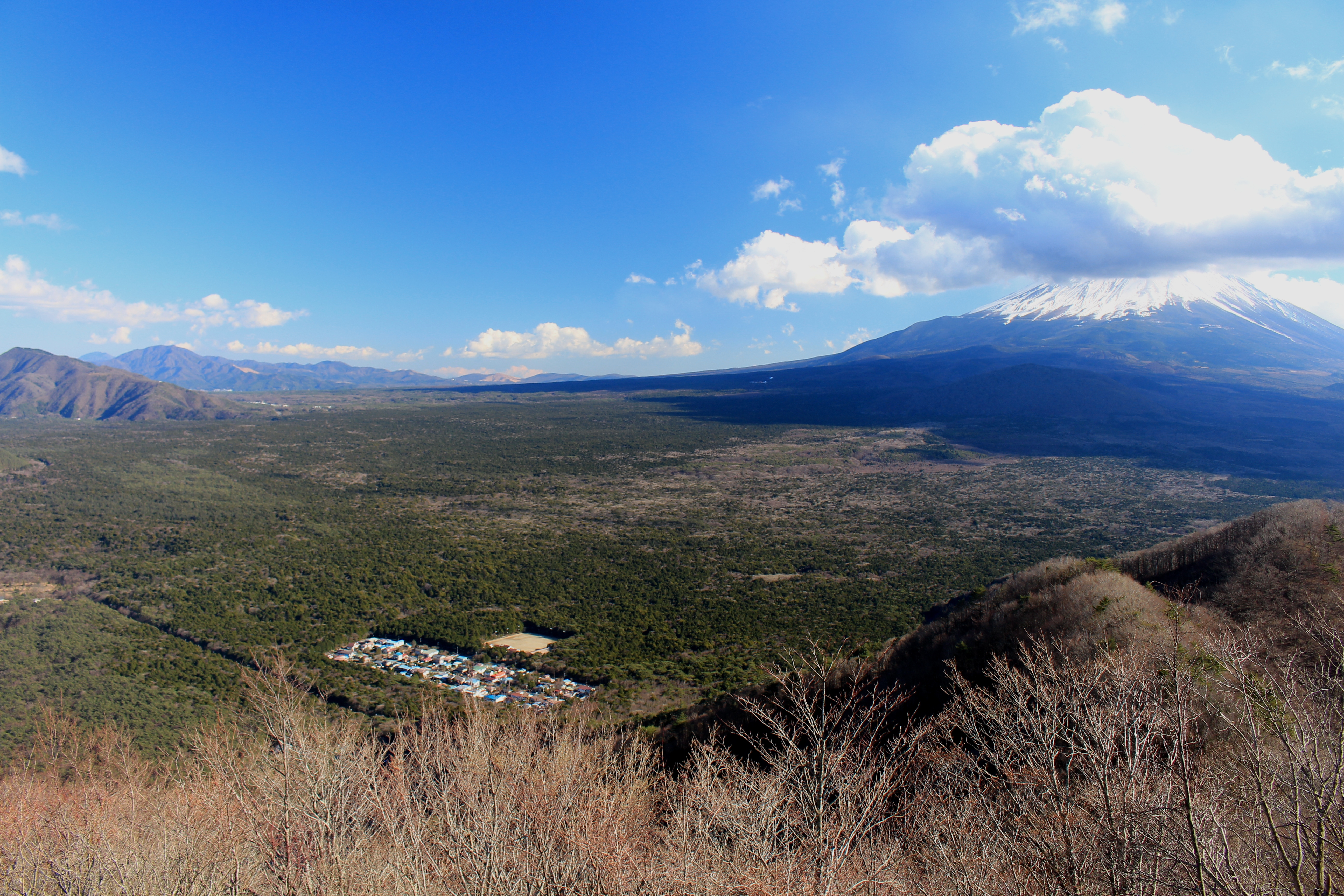
青木ヶ原と富士山

青木ヶ原（あおきがはら）は、山梨県富士河口湖町・鳴沢村にまたがって広がる森で、富士山の北西に位置する。
青木ヶ原樹海、あるいは富士の樹海とも呼ばれ、山頂から眺めると木々が風になびく様子が海原でうねる波のように見えることから「樹海」と名付けられたという説もある。樹海の歴史は約1200年とまだ浅く、若い森である。
富士箱根伊豆国立公園に属し、富士山原始林及び青木ヶ原樹海という名称で、国の天然記念物に指定されている。このほか国立公園の特別保護地区に指定されており、世界文化遺産「富士山-信仰の対象と芸術の源泉」の富士山域に含まれる。

## 地理

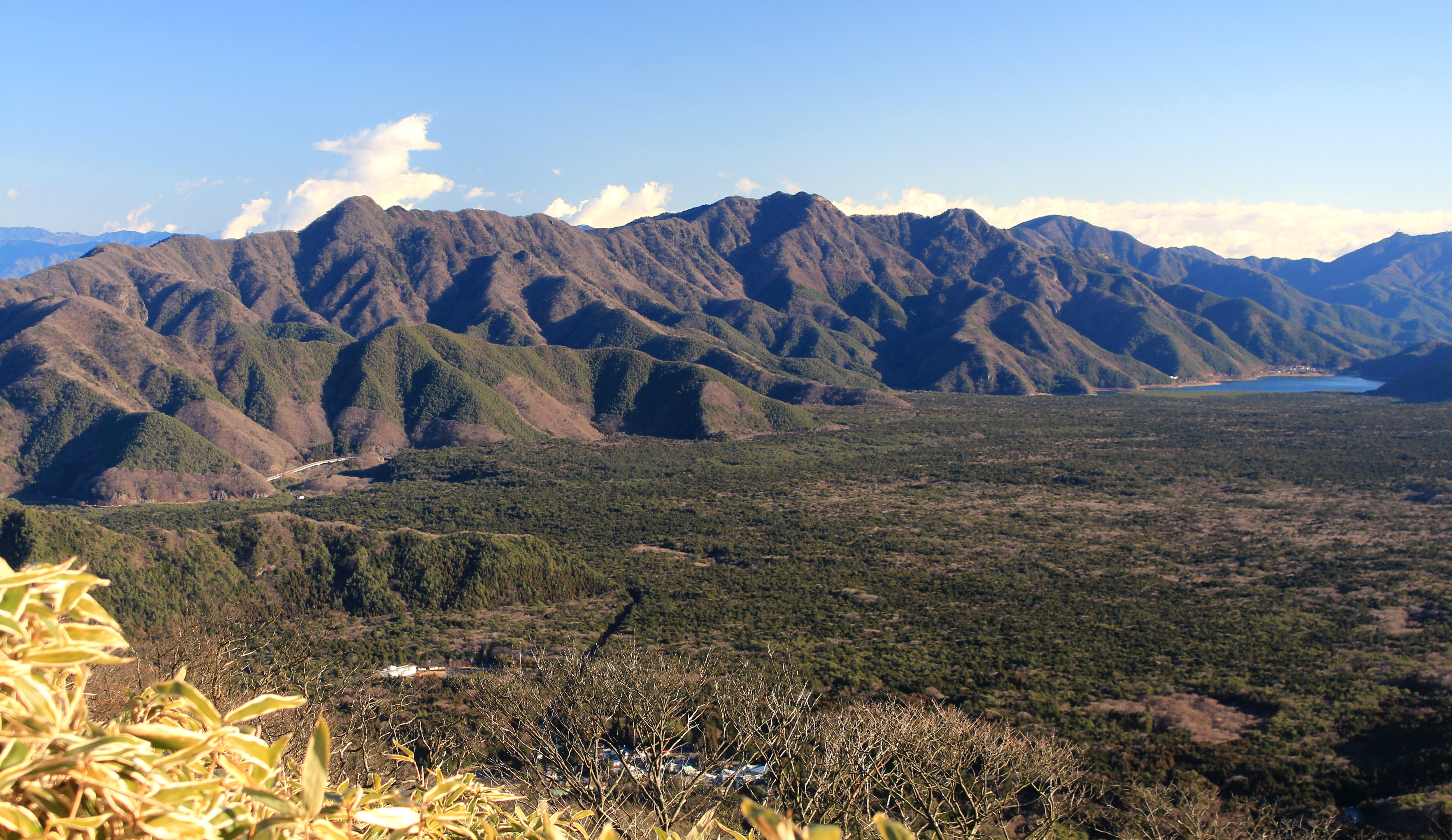
竜ヶ岳から望む青木ヶ原、右に西湖

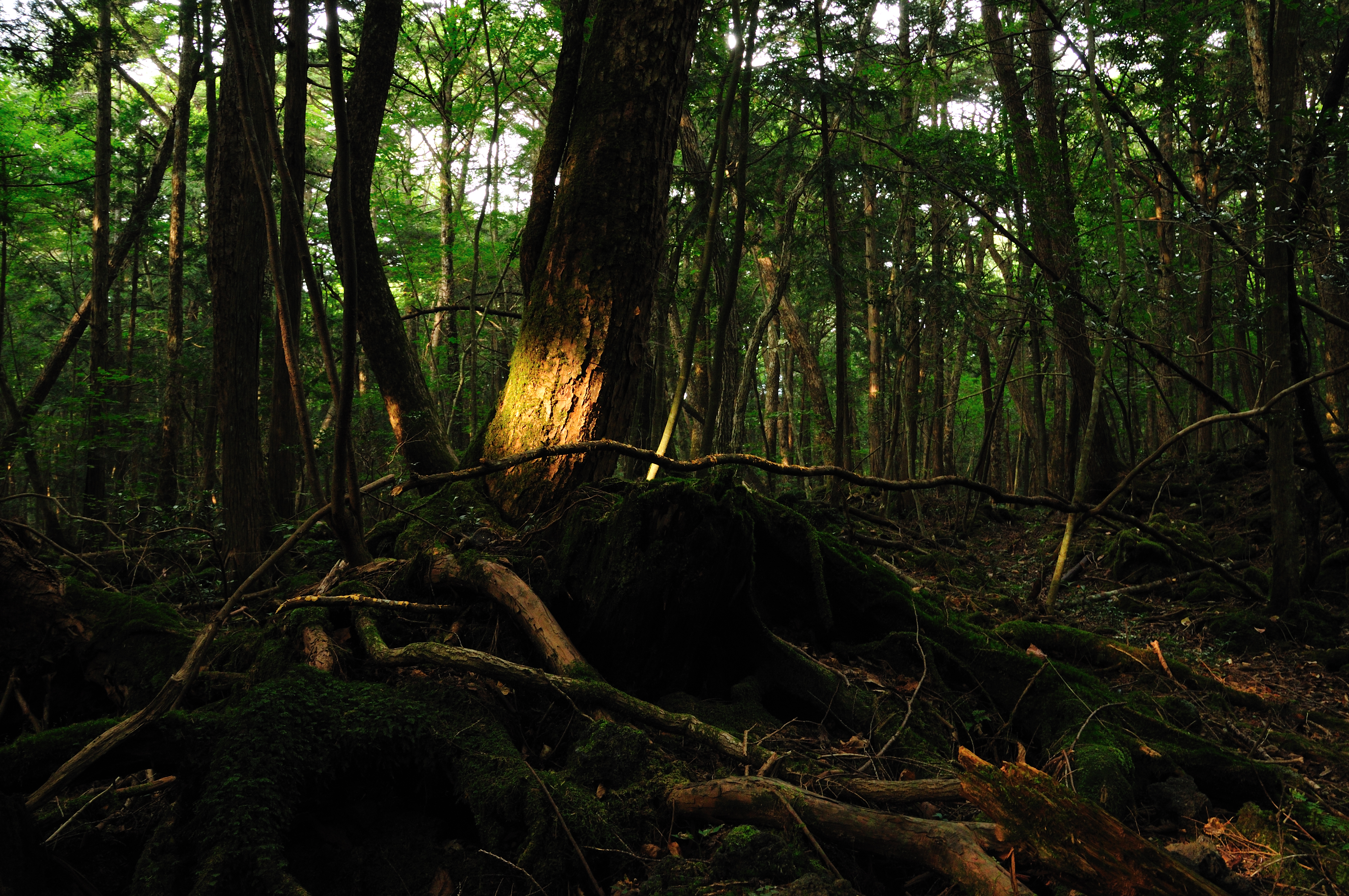
青木ヶ原の原生林。昼間でも奥に入ると薄暗い。

富士山麓の北西、標高920 - 1300メートル付近に広がる。面積はおよそ30平方キロメートルである。貞観6年（864年）に、富士山の北西山麓で大規模な噴火活動（貞観大噴火）が発生した。流れ出た膨大な量の溶岩は大室山を迂回して流れ、森林地帯を焼き払った末に、北麓にあった広大な湖・剗の海（せのうみ）に達し、大半を埋没させた。やがて溶岩地帯には、1200年の時を経てツガやヒノキを中心にハリモミ、ヒメコマツ、アカマツなどの針葉樹やミズナラなどの広葉樹の混合林である原始林が形成された。植物の垂直分布では落葉広葉樹が発達する山地帯にあたるが、水分や養分の少ない溶岩質の土壌であることから針葉樹が発達している。人為的攪乱の加わっていない原生林であると考えられているが、伐採が行われていた可能性が指摘され、石塁も発見されている。周辺には溶岩洞が数多くあり、富岳風穴、鳴沢氷穴、西湖蝙蝠穴はその大きなもので公開されている。
溶岩流の端には西湖、精進湖、本栖湖がある。864年の噴火以前には現在の青木ヶ原の地に剗の海という大きな湖があったが、溶岩流でその大部分が埋め立てられた末に西湖と精進湖とが残った。このいきさつは日本三代実録に記されている（→剗の海および富士山の噴火史#略年表を参照）。また紀元前4,000年紀に起きた噴火以前には、剗の海と本栖湖とを隔てる溶岩塊も存在せず、両者はひとつの大きな湖であったとされる。
樹海の中には国道139号などが通っている。樹海そばにある三湖台を登ると、頂上からは樹海が見渡せる。

## 生物
富士山周辺は日本有数の鳥の繁殖地であり哺乳類の宝庫である。確認された哺乳類の種類は42種に及ぶ。
青木ヶ原から山地帯にかけての一帯は特にツキノワグマの生息密度が高い。その他生息する大型哺乳類は、ニホンザル　ニホンカモシカ、ニホンジカ、ニホンイノシシなどである。

## 観光
近くにキャンプ場や公園があり、青木ヶ原を通り抜けられる遊歩道も整備されており、森林浴には最適なところである。青木ヶ原と湖と富士山からなる景観も美しい。東京圏から容易に行けることもあり、人気の高い観光地である。青木ヶ原内のコウモリ穴にある西湖ネイチャーセンターでは富士河口湖町公認ガイドによる青木ヶ原散策も行われている。
反面、樹木が多く深い森であるため、少し道を外れると元の場所に戻ることが難しい。道を外れた場所の地面はむき出しの溶岩で出来ているために、大小さまざまの凹凸があるので、足をとられるなどして怪我をする可能性がある。俗説にあるような「一度入ったら出られない」ような恐ろしい場所ではないのだが、これらの危険を防ぐためには、何よりも遊歩道からそれないように心がけるなど、他の山々の森を訪れる時と同様に、ある程度は心得て行くことが必要とされる場所である。また、樹海一帯が文化財保護法における天然記念物、自然公園法における特別保護地区に指定されており、不用意に林内に立ち入り樹木等を損傷させた場合はそれぞれの法律に違反することになるため、法的な観点からも注意が必要である。
近年は、観光者によるゴミのポイ捨てに加え、外部から持ち込まれた粗大ゴミや産業廃棄物の不法投棄も多く、問題となっている。また、樹海の中でのキャンプの残骸など、冷やかしで訪れる人々によるゴミが増えている。これらのゴミは地元住民が定期的に始末しているとはいえ、他の観光地同様に、観光客のマナーが問われる問題である。さらに、溶岩を持ち帰り（自然公園法、森林法の違反行為である）オークションなどへ転売する行為も行われており、2009年には溶岩を盗んだとして森林窃盗などの容疑で逮捕者も出ている。なお、全国の有志による清掃活動や不審者に対する見回りなどのボランティア活動も強化されている。

## 俗説

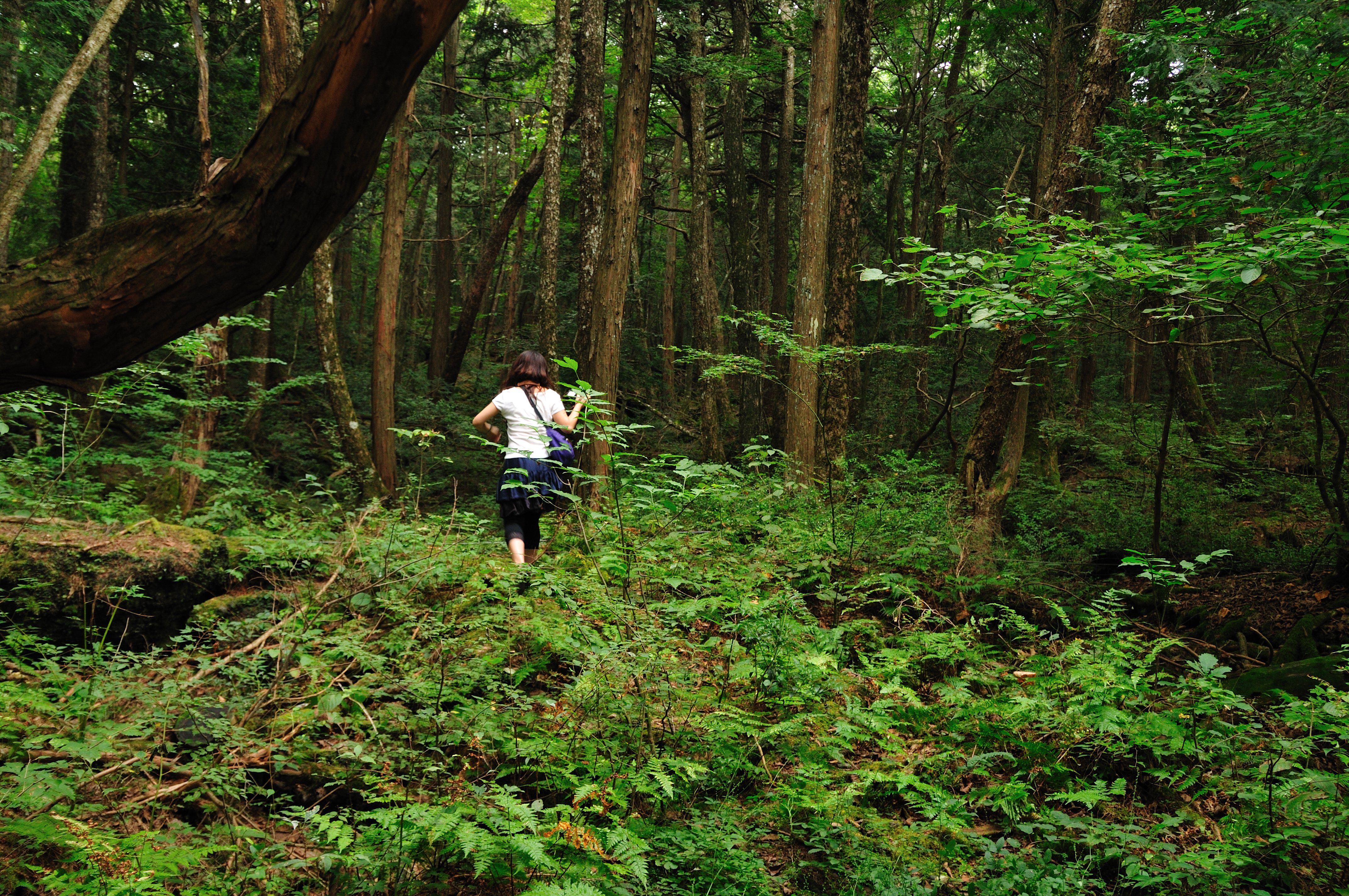
樹海内の様子

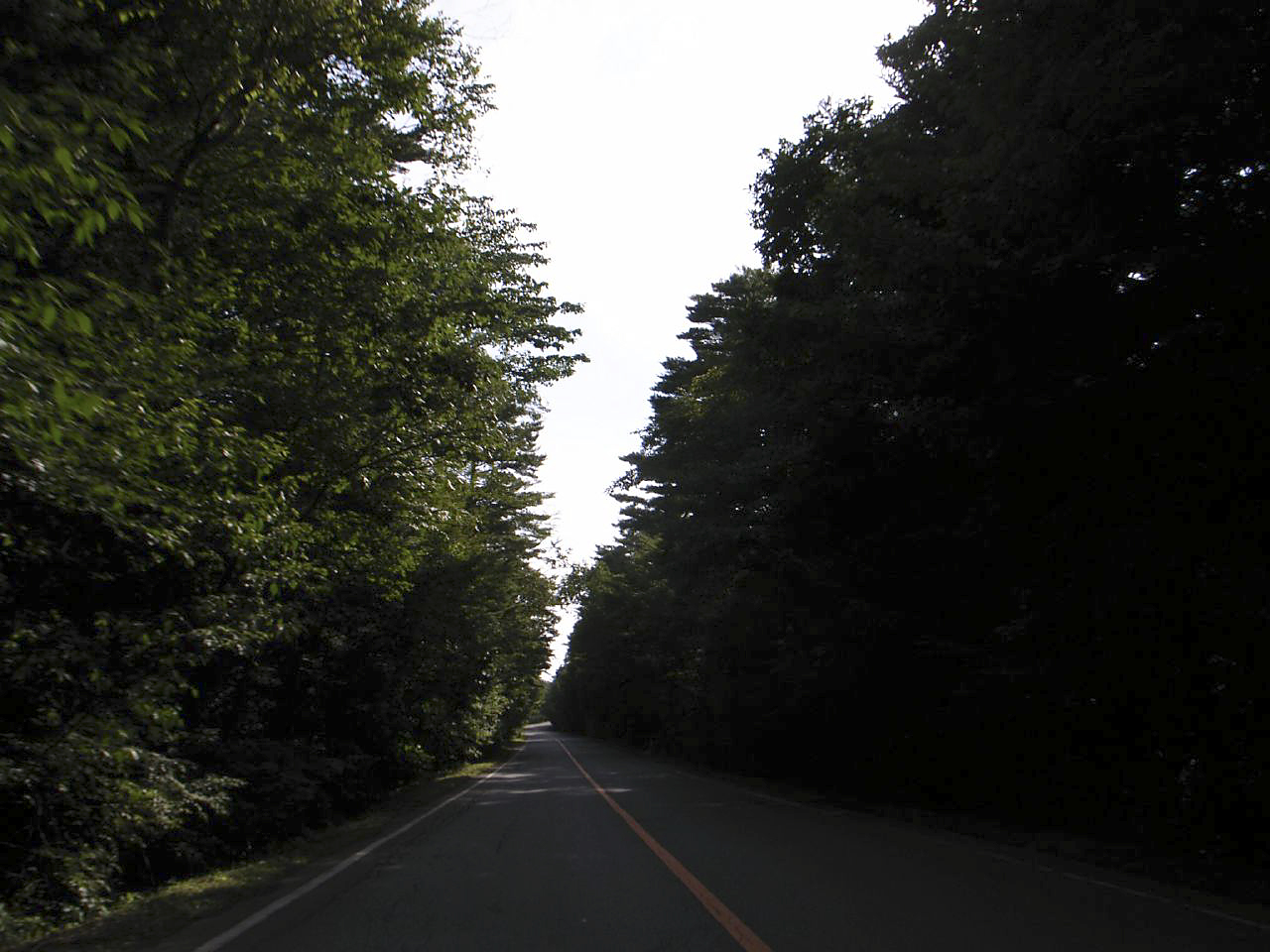
青木ヶ原を横断する国道139号

### 樹海からは抜け出せない
「青木ヶ原樹海は一歩入ると出られない」という俗説があるが、先にも述べているように遊歩道もあり、案内看板も多く、近くにはキャンプ場や公園、樹海を一望できる展望台、風穴、氷穴などがある観光地であり、さらに富士河口湖町公認のネイチャーガイド付きのツアーもあるなど、ピクニック等を楽しむこともできる場所である。
問題なのは遊歩道を外れて森に入った場合で、遊歩道より200 - 300メートル以上離れた地点で遊歩道や案内看板が見えない場合は、360度どこを見ても木しかなく、高低差に乏しい特徴のない似たような風景が続いており、また足場が悪くまっすぐ進めないため迷って遭難する危険がある。もっとも、これは青木ヶ原樹海に限ったことではなく、深い森ならどこでも同じである。
「青木ヶ原樹海は自殺の名所」とされ、松本清張の『波の塔』で取り上げられたため有名になった。遺体が遊歩道からそう遠くない所で見つかることもある。
なお陸上自衛隊富士学校のレンジャー課程の大部分は青木ヶ原で行われる。コース創設当初、「二度と生きては帰れない」という噂から、誰も現地調査に行きたがらなかったのに対し、アメリカ陸軍レンジャー課程を修了した二人の幹部自衛官があっさりと目標地点まで踏破してみせて、訓練場として選定された。

### 方位磁針が使えない、電子機器が狂う
方位磁針が使えないというのは俗説である。溶岩の上にできたので地中に磁鉄鉱を多く含み、方位磁針に1・2度程度の若干の狂いは生じるが、俗に言われているように「方位が分からなくなる」ほど大きく狂うものではない。実際に陸上自衛隊は、上記の経緯もあり、地図と方位磁針で樹海を踏破する訓練を行っている。
また、派生形として「樹海の中ではデジタル時計の表示が狂う」「車の計器や放送機器に異常が発生する」等とも言われているが、科学的根拠のないデマである。同様に「GPSも使えない」という俗説もあるが、これは比較的低性能の機器を使用した際に、密生した樹木にGPS衛星の電波が遮られるためであり、高性能のGPSやQZSSの機器は正しく機能する。携帯電話がつながらないというのも、樹木で電波が遮られるためであり、近年は移動体通信事業者の基地局が設置されて、つながりやすくなっている。
「飛行機が上空を通過すると計器が乱れるため、飛行禁止とされている」という俗説もあるが、民間機の飛行が制限されるのは、自衛隊・在日米軍の基地が近く、横田ラプコンのエリアとして指定されているという軍事上の理由と、山岳波という特殊な乱気流からであり（1966年にはこれが原因で英国海外航空機空中分解事故が発生している）、樹海の存在とは関係がない。

## 作品

### 映画
- 波の塔 1960年
- 恐竜・怪鳥の伝説 1977年
- 樹の海 2005年
- 樹海のふたり 2012年 - 監督・山口秀矢、主演・インパルス
- 青木ヶ原 2013年
- 追憶の森 2015年 - アメリカ映画 出演者 : マシュー・マコノヒー , 渡辺謙 , ナオミ・ワッツ
- JUKAI -樹海- 2016年 - アメリカのホラー映画。日本で失踪した妹を探しに主人公が青木ヶ原に踏み込み、恐怖体験を味わう。撮影はセルビアのタラ国立公園の森で行なわれた。
- 樹海村 2021年

### テレビ
- 名門パープリン大学日本校 1993年 - 「富士の樹海をカーナビで脱出できるか?」

### 漫画
- ポストの中の明日 - 藤子・F・不二雄の少年SF短編の作品の一つ。アニメ化もされている。
- 樹海少年ZOO1-漫☆画太郎の連載作品